# چیفت‌لیک‌کوی (امیرداغ)
چیفت‌لیک‌کوی (به ترکی استانبولی: Çiftlikköy) یک منطقهٔ مسکونی در ترکیه است که در امیرداغ واقع شده‌است.